# Umwelttechnologe für Wasserversorgung
Die Berufsbezeichnung Umwelttechnologe für Wasserversorgung ersetzt seit 2024 die frühere Berufsbezeichnung Fachkraft für Wasserversorgungstechnik.  Sie steht für einen anerkannten Ausbildungsberuf in Deutschland nach dem Berufsbildungsgesetz (BBiG). Dieser Ausbildungsberuf wird zu der neu gegründeten Gruppe der Umweltschutzberufe gezählt, zu denen auch die Umwelttechnologe für Abwasserbewirtschaftung, Umwelttechnologe für Kreislauf- und Abfallwirtschaft und Umwelttechnologe für Rohrleitungsnetze und Industrieanlagen gehören. Die gemeinsame Ausbildungszeit der vier Berufe wurde auf ein Jahr gekürzt, um den zunehmend spezialisierten Tätigkeiten in den einzelnen Berufen Rechnung zu tragen.
Die Ausbildungszeit beträgt in der Regel drei Jahre. Der Monoberuf wird ohne Spezialisierung in Fachrichtungen oder Schwerpunkte sowohl im öffentlichen Dienst als auch in der Industrie im Bereich der Wasserversorgung ausgebildet.

## Aufgabenfeld
Die Hauptaufgabe eines Umwelttechnologen für Wasserversorgung besteht darin, sicherzustellen, dass jederzeit einwandfreies Trinkwasser zur Verfügung steht. Sie bedienen, regeln, messen, steuern und warten Geräte und Maschinen, die zur Wasseraufbereitung, Wassergewinnung und Wasserverteilung zum Einsatz gebracht werden. Ebenso ist das Verlegen von Rohrleitungen eine Teilaufgabe ihrer Arbeit.
Bekannte Einsatzorte sind Wasserwerke, Wasseraufbereitungsanlagen, Pumpstationen und Hochbehälter der kommunalen Wasserversorger. Ebenso kann im Bereich des Tiefbaus, Brunnen-, Wasser-, Rohrleitungs- und Kabelleitungstiefbau ein Ausübungsort gefunden werden. Auch Laboranalysen zur Sicherstellung der Wasserqualität kann ein Betätigungsfeld sein.
Die Neuordnung des Berufes ist Teil des 2021 beschlossenen Ressortforschungsplanes des Bundesministeriums für Umwelt, Naturschutz, nukleare Sicherheit und Verbraucherschutz (BMUV). Er wurde ausgeführt vom Umweltbundesamt. Für die Umsetzung ist das Bundesinstitut für Berufsbildung (BIBB) zuständig.

## Entwicklung des Berufes
Im Jahre 1984 wurde der Ausbildungsberuf Ver- und Entsorger/Wasserversorgungstechnik eingeführt. Er berücksichtigte neben der speziellen technischen Befähigung diesen Beruf auszuüben auch den naturwissenschaftlichen Aspekt, um auf die steigenden Standards für Umweltschutz in unser Gesellschaft und Industrie angemessen zu reagieren. Das Äquivalent dieses Berufes in der DDR lautete Facharbeiter – Anlagen und Geräte (Wasseraufbereitung). Im Zuge der Wiedervereinigung wurde diese Berufsbezeichnung abgeschafft. Mit den weiter steigenden Qualifikationsanforderungen, die durch aktuelle Rahmenbedingungen des Umweltschutzes und neuen elektrotechnischen Kenntnissen entstanden sind, wurde mit einer Neuordnung des Berufsbildes im August 2002 begegnet. Der Beruf Ver- und Entsorger wurde zu einer größeren und spezialisierteren Palette an Umweltschutzberufen aufgesplittet. Es entstanden die Berufe Fachkraft für Wasserversorgungstechnik, Fachkraft für Abwassertechnik und Fachkraft für Kreislauf- und Abfallwirtschaft. Nur der Beruf der Fachkraft für Rohr-, Kanal- und Industrieservice wurde neu ins Leben gerufen.
Mit der Neuordnung des Berufes rücken Maßnahmen zur Anpassung an den Klimawandel, ein nachhaltiger Umgang mit der Ressource Wasser in den Fokus sowie die Optimierung von Prozessen, durch die Wasserverluste vermieden werden sollen. Eine wesentliche Rolle spielt inzwischen auch die Digitalisierung, wie die Nutzung von Datenanalysen, Simulationen und die Anwendung digitaler Verfahren.

## Weiterbildung
Eine Weiterqualifikation zum Wassermeister ist möglich.